# Erodium cicutarium
Espèce
Classification phylogénétique
Statut de conservation UICN

 LC  : Préoccupation mineure
Erodium cicutarium, communément appelée Bec-de-grue à feuilles de ciguë, Bec-de-grue commun, Érodium commun, Érodium à feuilles de ciguë ou Cicutaire est une plante herbacée annuelle ou bisannuelle de la famille des Géraniacées.

## Étymologie
Le nom scientifique d’Erodium vient du grec erôdios, « héron », allusion à son fruit en forme de bec ressemblant à celui de cet échassier. Il serait donc plus logique d'appeler cette plante « bec-de-héron » et non « bec-de-grue ». L'épithète cicutarium fait référence à ses feuilles ressemblant à celles de la cigüe.

## Description morphologique

### Appareil végétatif

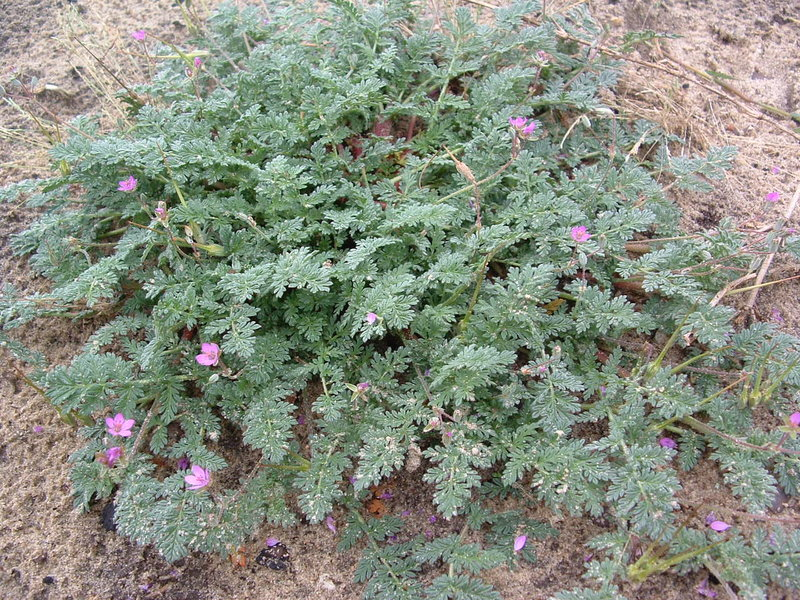
Touffe de bec-de-grue commun.

Cette plante herbacée, velue, est annuelle. Elle présente des feuilles alternes, lancéolées, bipennées en 9 à 13 folioles. Ces feuilles, finement découpées et un peu velues, ressemblent à des feuilles de fougère ou à des plumes,. La forme générale d'une feuille est ovale ou grossièrement lancéolée, et elle mesure de 3 à 10 cm à maturité. Les tiges, qui peuvent être couchées, penchées ou ascendantes, sont souvent rougeâtre et duveteuses quand elles sont jeunes. Elles ne peuvent généralement pas monter à plus de 30 cm de hauteur, mais elles peuvent ramper sur 50 cm,. La racine pivotante, fine, ne dépasse guère 8 cm de long.

### Appareil reproducteur
La période de floraison dépend de la localisation de la plante. Elle se situe, par exemple, entre avril et septembre en Europe tempérée et sur le littoral méditerranéen, et entre février et mai/juin dans le sud-ouest des États-Unis.

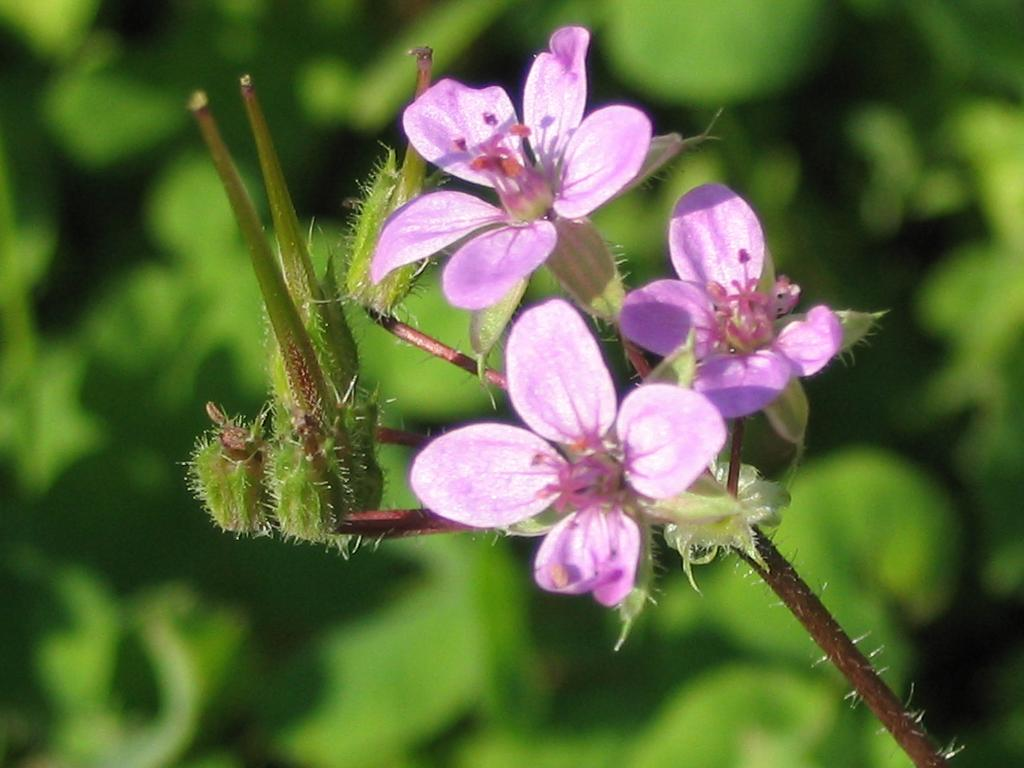
Fleurs et fruits dErodium cicutarium.

L'inflorescence est une ombelle lâche constituée de 2 à 8 fleurs. Les fleurs, roses plus ou moins mauve (pouvant tirer vers le rouge ou vers le blanc), ont 5 sépales velus, verts, de 3 à 5 mm de longueur, et 5 pétales, ces derniers étant souvent inégaux. Elles ont un diamètre variant de 4 à 13 mm,. Elles possèdent 5 étamines qui alternent avec cinq staminodes ressemblant à des écailles. L'ovaire présente 5 lobes, correspondant à 5 carpelles. La placentation est axile. L'ovaire est surmonté de 5 styles fusionnés, longs de 2 à 5 cm et surmontés de 5 stigmates libres,.

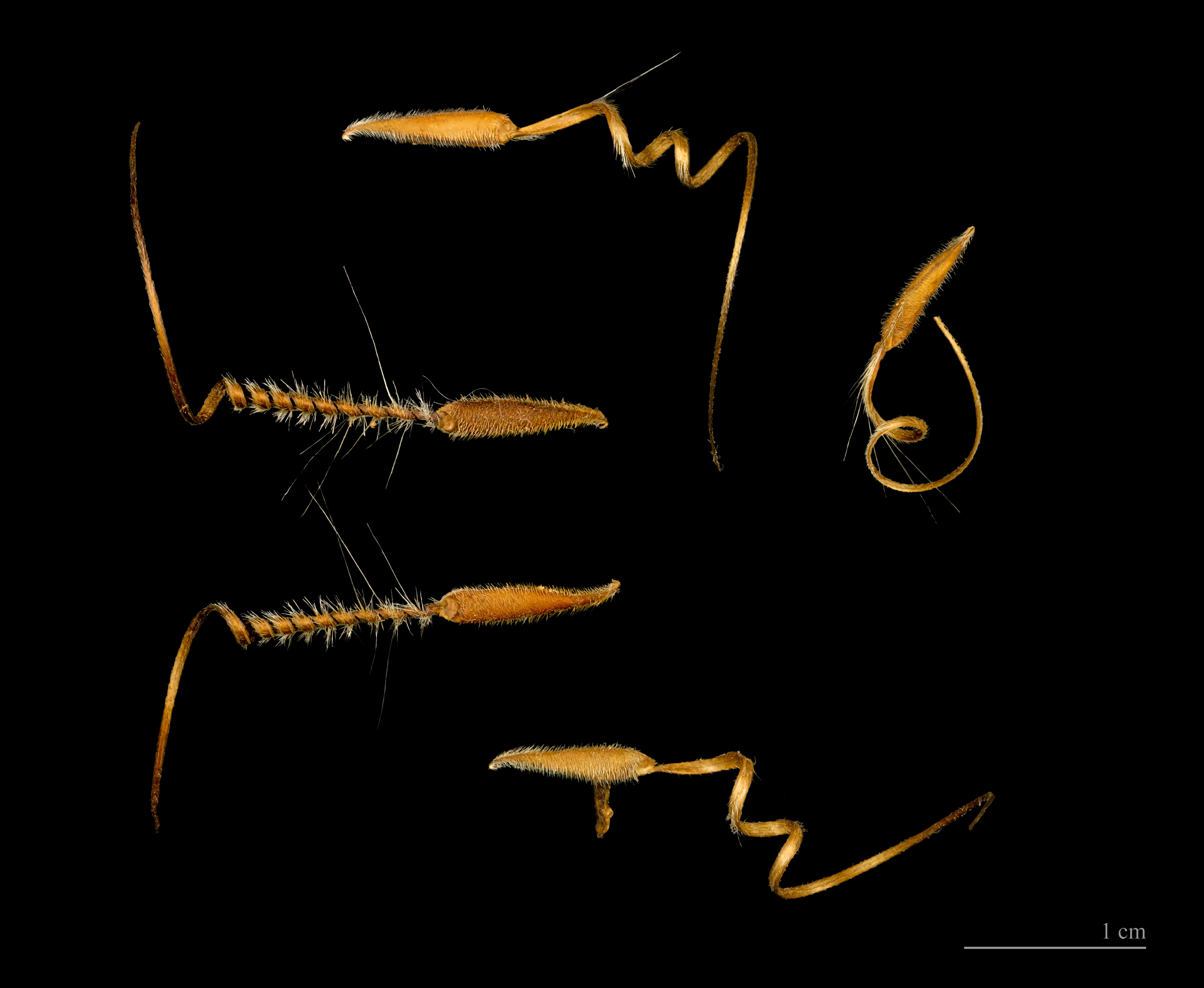
Akènes - Muséum de Toulouse

Les fruits sont des polyakènes, secs et indéhiscents, et mesurent 4 à 7 mm de long. Ils présentent 5 lobes à la base et sont munis d'un prolongement en forme de bec de cigogne ou de grue, long de 2 à 3 cm,. Ce « bec » aura tendance à s'enrouler en spirale au cours de la maturation,. Après la fusion des 5 carpelles, une seule graine ovale et marron-orangée se forme par fruit. La graine possède la particularité de pouvoir s'auto-enfouir dans le sol grâce à un mouvement rotatif provoqué par l'humidité.

## Répartition et habitat
Le bec-de-grue commun est une plante adventice, au sens agronomique du terme (c'est-à-dire une "mauvaise herbe"), mais aussi dans certains pays au sens botanique, c'est-à-dire qu'elle a été accidentellement introduite, comme en Amérique du Nord.
On la trouve dans de nombreux habitats différents, cultivés ou incultes, au sol de granulométrie variée, des zones désertiques jusqu'aux bords de rivière, mais généralement en terrain découvert et sur un sol drainé dont le pH est modéré. L'altitude maximale atteinte par cette espèce varie en fonction de la latitude, mais excède guère 2 000 m,.
Le bec-de-grue à feuilles de ciguë est cosmopolite, on trouve cette plante sur les 5 continents, entre les 70e degrés de latitude nord et sud, principalement dans les zones tempérées, mais aussi en zone chaude (centre du continent africain par exemple), froide (limite nord ou sud de son aire de répartition), voire semi-aride (déserts du sud-ouest américain). On peut ainsi la trouver en Eurasie, en Amérique du Nord et du Sud, dans la partie centre et sud de l'Afrique, en Australie et Tasmanie, et en Nouvelle-Zélande. Cette espèce a été accidentellement introduite en Amérique du Nord au début du XVIIIe siècle, sans doute par des explorateurs espagnols. Elle s'est aussi naturalisée en Amérique du Sud et en Océanie.

## Rôle écologique

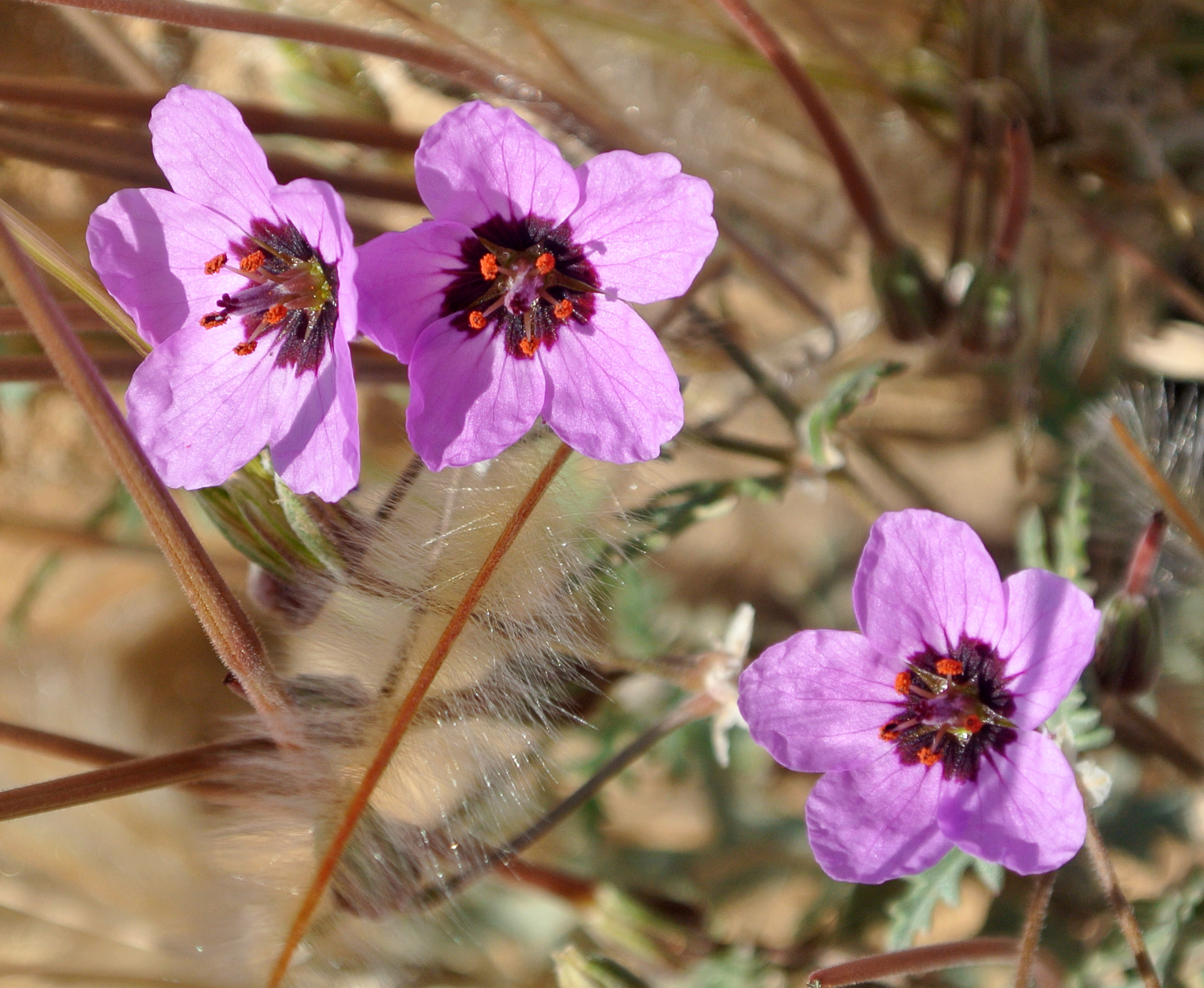
Erodium cicutarium, Negev (Israël).

Cette espèce constitue une source de nourriture saisonnière pour les herbivores, qui peuvent consommer son feuillage ou ses graines. Chaque graine fournit près de 9 calories.

## Systématique

### Taxinomie
Cette plante a été mentionnée dans la littérature scientifique pour la première fois par le naturaliste suédois Carl von Linné en 1753 sous le nom Geranium cicutarium dans son "Species Plantarum". Elle a été renommée Erodium cicutarium par le magistrat et botaniste amateur Charles Louis L'Héritier de Brutelle et la description de l'espèce a été finalisée en 1789 par le botaniste anglo-écossais William Aiton,.
Les appellations Erodium chaerophyllum Steud., Erodium millefolium Kunth, Erodium moranense Kunth, Erodium pimpinellifolium Sibth., Erodium praecox Willd., Erodium triviale Jord., Geranium chaerophyllum Cav., ou encore Geranium pimpinellifolium With. sont d'autres synonymes d'Erodium cicutarium.

### Sous-espèces
Selon le Missouri Botanical Garden, il existe sept sous-espèces:
- Erodium cicutarium ssp. bicolor  Murb.
- Erodium cicutarium ssp. bipinnatum  E. Fourn. et son homonyme mais non synonyme Erodium cicutarium ssp. bipinnatum Tourlet
- Erodium cicutarium ssp. cicutarium (L.) L'Hér. ex Ait.
- Erodium cicutarium ssp. dunense  Andreas
- Erodium cicutarium ssp. jacquinianum (Fisch., C.A. Mey. & Avé-Lall.) Briq.
- Erodium cicutarium ssp. ontigolanum  Guitt.
- Erodium cicutarium ssp. zairae A.P. Khokhr.

## Le bec-de-grue à feuilles de ciguë et l'homme
Cette plante a été utilisée comme plante médicinale. On lui attribuait des vertus hémostatiques et astringentes, ainsi qu'une capacité à agir sur la pression sanguine. Cette plante comestible a un goût qui rappelle celui du persil, en plus piquant, contrairement aux autres espèces d’érodium, généralement trop amères.
Les amérindiens la consommaient crue ou cuite. Ses racines ont été consommées en Égypte.